# Conteville, Eure
Conteville là một xã thuộc tỉnh Eure trong vùng Normandie miền bắc nước Pháp.